# Батуко Шатоевский
Батуко Шатоевский (чечен. Шуото Баткъа), или Батуко Умаров (Iумаран Боткъа) — чеченский военачальник, активный участник Кавказской войны 1817—1864 годов, наиб Шатойского (Шубутовского) округа Северо-Кавказского имамата, один из приближённых наибов имама Шамиля. В 1858 году был пленён после ранения.

## Биография
Наиб Батуко, уроженец аула Гуш-Керт в Пхьамтой Мохке, чеченец из тейпа Пхьамтой, был другом Шамиля, поставленным им на шатойское наибство. Он в своё время принимал у себя имама, когда тот перебрался в Шатой. Семья Шамиля в течение двух лет проживала у Батуко в Гуш-Керте. Туда же приезжали Ташу-Хаджи, Наиб Шоип и Иса Гендергеноевский.
Батуко сопровождал Шамиля во многих походах, принимал участие в борьбе против царских войск. В 1852 году был назначен шатоевским наибом вместо Атабая Атаева.
В 1851 году царские войска под командированием генерал-майора Николая Слепцова пробились вглубь Малой Чечни, в верховья рек Валерик и Шалаж. Один из местных наибов Алхан обратился за помощью к Шамилю, и имам прислал на подмогу 300 человек и 150 конных горцев под командованием наиба Батуко.
В 1852 году Батуко идет на помощь наибу Большой Чечни Талхигу. 14 августа отряд Батуко встречается с царскими войсками под аулом Чишки. В ходе состоявшегося сражения чеченскому наибу удается одержать верх над более многочисленным отрядом графа Воронцова, что приводит к уходу царских войск из Аргунского ущелья. В 1858 году Батуко сражается с войсками ген. Евдокимова, вторгшимися в Аргунское ущелье, но под давлением превосходящих сил противника, начавшегося перехода чеченского населения на сторону царского правительства и полученных ранений сдается 17 августа 1858 года. На первое время царским правительством был оставлен в прежней должности шатоевского наиба.